# Tigre qui pleure
Le tigre qui pleure (en thaï : เสือร้องไห้ ; RTGS : suea rong hai) est un plat traditionnel de la cuisine asiatique, notamment thaïe, à base de viande de bœuf marinée et pimentée. En France, on le connaît également sous le nom de « larmes du tigre ». 
On peut également le retrouver sous l’appellation de bœuf thaï ou bœuf à la thaïlandaise, terme plus général qui peut aussi englober d'autres recettes.

## Origine du nom
Différentes légendes existent sur l'origine du nom du plat. 
- Le plat serait réalisé à partir d'un morceau du bœuf succulent que les tigres ne peuvent manger à cause des côtes rendant le morceau inaccessible et ce morceau serait alors récupéré sur la carcasse abandonnée par le tigre, au grand désarroi de ce dernier, par d'autres animaux ou par les hommes.
- La viande utilisée fait partie des meilleurs morceaux, le tigre pleure car il ne lui reste que de la viande moins tendre.
- Le plat est tellement bon que le tigre ayant fini sa portion pleure pour en avoir encore.
- Le tigre pleure à cause de la sauce pimentée[1].
- Un jour un tigre goûta cette viande et aurait eu la larme à l’œil tellement elle était tendre.

## Composition
Les recettes sont souvent proposées avec du faux-filet, mais on en trouve aussi avec du filet et du rumsteck. Les recettes anglo-saxonnes citent parfois le brisket qui, dans les découpes de bœuf anglo-saxonnes, est situé dans la poitrine de l'animal. La viande marinée est poêlée ou grillée.
L'accompagnement se fait généralement avec du riz et parfois de la salade.
La plupart des recettes distinguent une préparation pour la marinade et une autre pour la sauce, préparations qui caractérisent le plat. La sauce est une sauce nam chim nommée nam jim jaew sur certains sites de recettes et dans laquelle on trouve selon les variantes tout ou partie des ingrédients suivants :
Marinade :
- sauce soja salée
- sauce d'huître
- huile végétale
- ail
- parfois du cognac

Sauce :
- sauce de poisson (nuoc mâm ou nam pla)
- pâte de tamarin
- ciboule thaïe ou ciboulette
- coriandre fraîche
- menthe fraîche
- citronnelle ou feuilles de keffir
- citron vert
- piment œil d'oiseau ou poudre de piment
- oignon ou échalotes
- éventuellement du sucre, de la cassonade ou du miel